# Coelorinchus amydrozosterus
Coelorinchus amydrozosterus är en fiskart som beskrevs av Akitoshi Iwamoto och Williams, 1999. Coelorinchus amydrozosterus ingår i släktet Coelorinchus och familjen skolästfiskar. Inga underarter finns listade i Catalogue of Life.